# جرائم الحرب الإيطالية

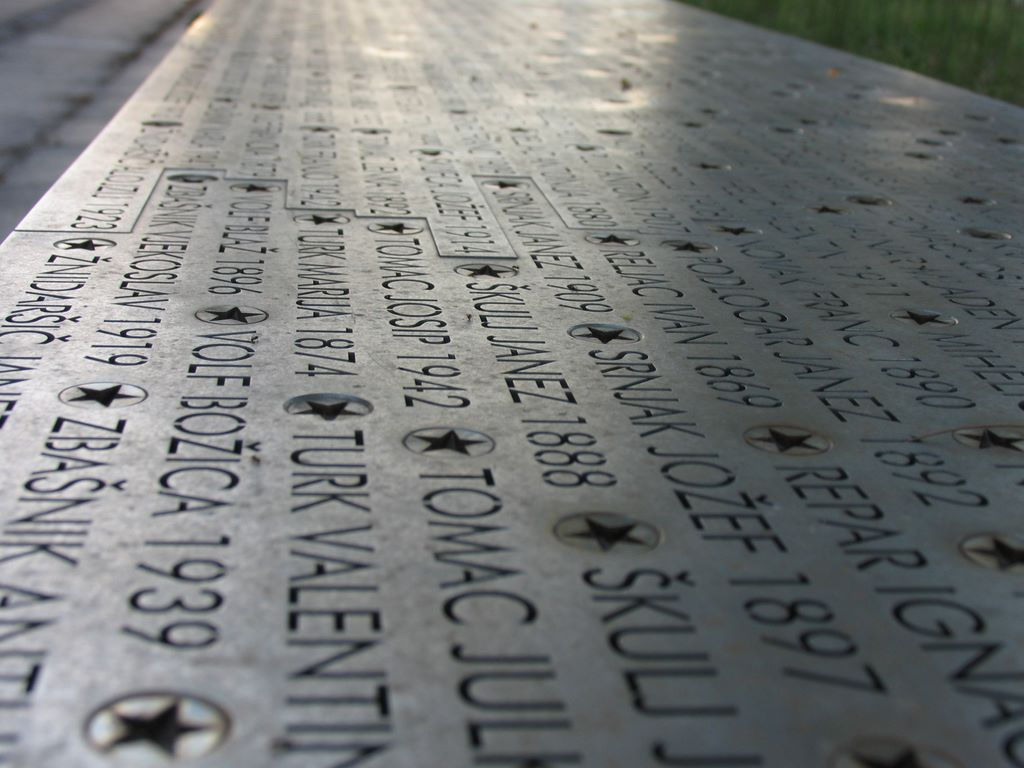
ضحايا معسكر اعتقال راب

كانت جرائم الحرب الإيطالية مرتبطة بصورة رئيسة بإيطاليا الفاشية في إخماد الثورة الليبية، والحرب الإيطالية الإثيوبية الثانية، والحرب الأهلية الإسبانية، والحرب العالمية الثانية.

## الحرب الإيطالية التركية
في عام 1911، دخلت إيطاليا في حرب مع الإمبراطورية العثمانية وغزت طرابلس الغرب العثمانية. كانت مذبحة طرابلس في أكتوبر واحدًا من أسوأ الحوادث سمعة خلال النزاع، حيث قُتل الكثير من سكان واحة المشية المدنيين على مدى ثلاثة أيام عقابًا على إعدام وتشويه الأسرى الإيطاليين الذين أُسروا في كمين قرب شارع الشط. في عام 1912، سُجن 10.000 جندي تركي وعربي في مخيمات اعتقال في ليبيا، وأُعدم جميع الجنود الأتراك.

## إخماد الثورة الليبية
في عام 1923، شرع موسوليني بحملة لتعزيز السيطرة على الأراضي الإيطالية من ليبيا وبدأت القوات الإيطالية باحتلال مناطق ضخمة من ليبيا لجعل الاستيطان السريع للمستعمرين الإيطاليين ممكنًا. واجهوا هناك مقاومة من طرف السنوسية بقيادة عمر المختار. أُعدم المدنيون الذين اشتُبه بتعاونهم مع السنوسية. تعرض اللاجئون من القتال للقصف والتفجير على يد الطائرات الإيطالية. في عام 1930، في شمال برقة، رُحل 20.000 بدويّ ومُنحت أراضيهم للمستوطنين الإيطاليين. أُجبر البدويون على المشي عبر الصحراء إلى مخيمات اعتقال. كانت المجاعة والظروف السيئة الأخرى مستفحلة واستُغل المعتقلون في العمل القسري، ليسفر ذلك في نهاية الأمر عن وفاة ما يقارب 4.000 معتقل بحلول وقت إغلاقها في سبتمبر 1933. توفي ما حصيلته أكثر من 80.000 برقاوي خلال إخماد الثورة.

## الحرب الإيطالية الإثيوبية الثانية
خلال الحرب الإيطالية الإثيوبية الثانية، جرى الإبلاغ عن انتهاكات إيطاليا لقوانين الحرب وتوثيقها. تضمنت هذه الانتهاكات استخدام الأسلحة الكيماوية مثل غاز الخردل، واستخدام مخيمات الاعتقال في مقاومة المتمردين، ومهاجمة منشآت الصليب الأحمر. زعمت السلطات الإيطالية أن هذه الأفعال كانت ردًا على استخدام الإثيوبيين الرصاص المتفجر، والذي حُظر بموجب القرار الرابع، 3 من اتفاقية لاهاي، وتشويه الجنود الأسرى.
وفقًا للحكومة الإثيوبية، أُعزيت 382.800 وفية مدنية للغزو الإيطالي مباشرة. قُتلت 17.800 امرأة بالقصف، وقُتل 30.000 شخصًا في مذبحة فبراير 1937، ومات 35.000 شخصًا في مخيمات الاعتقال، ومات 300.000 من العوَز نتيجة دمار قراهم ومزارعهم. زعمت الحكومة الإثيوبية أيضًا أن الإيطاليين دمروا 2.000 كنيسة و525.000 منزلًا، بينما صادرت أو ذبحت 6 ملايين من الأبقار، و7 ملايين من الأغنام والماعز، و1.7 مليون من الخيول والبغال والجمال، ما أدى إلى الوفيات أخيرة الذكر.
حدثت فظاعات أيضًا في إبان الاحتلال الإيطالي الذي امتد بين عامي 1936 -1941، ففي مجازر يكاتيت 12 في فبراير من عام 1937، ُقدر عدد القتلى الإثيوبيين ب30.000 وأُسر أكثر منهم انتقامًا لمحاولة اغتيال نائب الملك رودولفو غراتسياني. قدرت دراسة أُجريت في عام 2017 أن 19.200 شخصًا قُتلوا، ما يعادل خُمس سكان أديس أبابا. مُيزت كنيسة التوحيد الأرثوذكسية الإثيوبية تمييزًا خاصًا. مات آلاف الإثيوبيين أيضًا في مخيمات اعتقال مثل دانان ونوكرا.